# Rusland op het Eurovisiesongfestival 2005
Rusland nam deel aan het Eurovisiesongfestival 2005 in Kiev, Oekraïne. Het was de 9de deelname van het land op het Eurovisiesongfestival. Rusland vaardigde Natalja Podolskaja af, die met Nobody hurt no one naar Oekraïne ging.

## Selectieprocedure
Men koos er in tegenstelling tot het voorbije jaar, koos men deze keer voor een nationale finale.
Er waren eerst 3 halve finales waarin steeds 10 deelnemers waren. Per halve finale gingen er 3 kandidaten door naar de finale door televoting. 
De finale werd gehouden op 22 februari 2005 en aan deze finale deden 9 artiesten mee.
De winnaar werd gekozen door televoting.

### Halve finale 1
| Volgorde | Artiest                 | Lied                        | Televoting | Plaats |
| -------- | ----------------------- | --------------------------- | ---------- | ------ |
| 1        | KGB                     | Stop                        | 9.1%       | 6      |
| 2        | Roman Polonski          | The story of my life        | 4.8%       | 9      |
| 3        | Batyrchan Sjoekenov     | Tvoj sjagi                  | 6.9%       | 7      |
| 4        | Playgirls               | Don't get down like that    | 9.6%       | 5      |
| 5        | Dima Bilan              | Not that simple             | 13.4%      | 3      |
| 6        | Katja Batsjoerina       | Terjala tebja               | 5.7%       | 8      |
| 7        | Jam en Jelena Terlejeva | No more war                 | 20.1%      | 1      |
| 8        | Reflex                  | Ljoebljoe                   | 11.0%      | 4      |
| 9        | Roman Smirnov           | One day                     | 3.9%       | 10     |
| 10       | Anastasia Stotskaja     | Shadows dance all around me | 15.5%      | 2      |

### Halve finale 2
| Volgorde | Artiest                | Lied                | Televoting | Plaats |
| -------- | ---------------------- | ------------------- | ---------- | ------ |
| 1        | Zveri                  | Snegopad            | 13.2%      | 4      |
| 2        | Oksana Mazjoelis       | Rebel angel         | 5.0%       | 6      |
| 3        | City                   | Gorod ljoebvi       | 0.7%       | 10     |
| 4        | A-Sortie               | Keep on shining     | 12.0%      | 5      |
| 5        | Lana Light             | Never never         | 2.0%       | 8      |
| 6        | Varvara                | Letala da pela      | 20.4%      | 2      |
| 7        | Tsjaj vdvojom          | Lusille is my name  | 14.4%      | 3      |
| 8        | Anzjelika Roednitskaja | Serdtse angela      | 1.8%       | 9      |
| 9        | Be Good                | Take me back to Rio | 3.3%       | 7      |
| 10       | Natalja Podolskaja     | Nobody hurt no one  | 27.2%      | 1      |

### Halve finale 3
| Volgorde | Artiest                                  | Lied               | Televoting | Plaats |
| -------- | ---------------------------------------- | ------------------ | ---------- | ------ |
| 1        | Polina Griffits                          | Justice of love    | 6.4%       | 6      |
| 2        | Aleksandr Panajotov & Aleksej Tsjoemakov | Balalajka          | 22.5%      | 2      |
| 3        | Victoria Markova                         | Ja zakrojoe dver   | 0.8%       | 9      |
| 4        | Anita Tsoj                               | La-la-lej          | 6.3%       | 7      |
| 5        | Nikolaj Demidov                          | Differences        | 8.7%       | 4      |
| 6        | Lada Dance                               | Mixed up world     | 8.1%       | 5      |
| 7        | Sankt-Peterburg                          | Matresjki          | 1.8%       | 8      |
| 8        | Slava                                    | I wanna be the one | 9.7%       | 3      |
| 9        | Irina Sjott                              | Identify yourself  | 35.7%      | 1      |
| 10       | Sergej Mazajev                           | Slavjanskie tantsy | DSQ        | DSQ    |

### Finale
| Volgorde | Artiest                                  | Lied                        | Televoting | Plaats |
| -------- | ---------------------------------------- | --------------------------- | ---------- | ------ |
| 1        | Aleksandr Panajotov & Aleksej Tsjoemakov | Balalajka                   | 11.6%      | 5      |
| 2        | Jam en Jelena Terlejeva                  | No more war                 | 10.4%      | 6      |
| 3        | Irina Sjott                              | Identify yourself           | 8.6%       | 7      |
| 4        | Tsjaj vdvojom                            | Lusille is my name          | 5.2%       | 8      |
| 5        | Varvara                                  | Letala da pela              | 12.6%      | 4      |
| 6        | Slava                                    | I wanna be the one          | 2.9%       | 9      |
| 7        | Dima Bilan                               | Not that simple             | 15.0%      | 2      |
| 8        | Anastasia Stotskaja                      | Shadows dance all around me | 13.5%      | 3      |
| 9        | Natalja Podolskaja                       | Nobody hurt no one          | 20.2%      | 1      |

## In Kiev
Door het goede resultaat in 2004, mocht Rusland onmiddellijk deelnemen aan de finale.
Tijdens de finale trad Rusland als 20ste van 24 landen aan net na Griekenland en voor Bosnië-Herzegovina. Ze eindigden op de 15de plaats met 57 punten.
Het land ontving één keer het maximum van de punten.
België en Nederland hadden geen punten over voor deze inzending.

### Gekregen punten

#### Finale
| 12 punten     | 10 punten            | 8 punten | 7 punten                       | 6 punten |
| ------------- | -------------------- | -------- | ------------------------------ | -------- |
| - Wit-Rusland | - Letland - Moldavië |          | - Estland - Finland - Litouwen |          |
| 5 punten      | 4 punten             | 3 punten | 2 punten                       | 1 punt   |
|               | - Oekraïne           |          |                                |          |

### Punten gegeven door Rusland

#### Halve Finale
Punten gegeven in de halve finale:
| 12 punten | Moldavië    |
| 10 punten | Wit-Rusland |
| 8 punten  | Israël      |
| 7 punten  | Hongarije   |
| 6 punten  | Slovenië    |
| 5 punten  | Polen       |
| 4 punten  | Denemarken  |
| 3 punten  | Roemenië    |
| 2 punten  | Zwitserland |
| 1 punt    | Letland     |

#### Finale
Punten gegeven in de finale:
| 12 punten | Malta                |
| 10 punten | Moldavië             |
| 8 punten  | Israël               |
| 7 punten  | Zwitserland          |
| 6 punten  | Servië en Montenegro |
| 5 punten  | Letland              |
| 4 punten  | Griekenland          |
| 3 punten  | Hongarije            |
| 2 punten  | Oekraïne             |
| 1 punt    | Kroatië              |

1994 · 1995 · 1996 · 1997 · 1998-1999 · 2000 · 2001 · 2002 · 2003 · 2004 · 2005 · 2006 · 2007 · 2008 · 2009 · 2010 · 2011 · 2012 · 2013 · 2014 · 2015 · 2016 · 2017 · 2018 · 2019 · 2020 · 2021 · 2022-2025